# 1053.
◄ | 10. stoljeće | 11. stoljeće | 12. stoljeće | ►
◄ | 1020-ih | 1030-ih | 1040-ih | 1050-ih | 1060-ih | 1070-ih | 1080-ih | ►
◄◄ | ◄ | 1050. | 1051. | 1052. | 1053. | 1054. | 1055. | 1056. | ► | ►►
Arhitektura • Astronomija • Knjige • Književnost • Kršćanstvo • Medicina • Pravo • Promet • Znanost

## Rođenja
- Salomon, ugarski kralj († 1087.)
- Vladimir II. Monomah, veliki knez Kijeva († 1125.)

## Vanjske poveznice
|  | Zajednički poslužitelj ima još gradiva o temi 1053. |